# Anker Sørensen
Anker Sørensen (3 de mayo de 1926 – 19 de agosto de 2010) fue un editor de montaje y director de cine danés. Dirigió 18 películas entre 1949 y 1973. Su película de 1960 Tuve que matar (Den sidste vinter) fue preentada en el Festival Internacional de Cine de Moscú de 1960.

## Filmografía
- Ung leg (1956)
- Natlogi betalt (1957)
- Laan mig din kone (1957)
- Styrmand Karlsen (1958)
- Pigen i søgelyset (1959)
- Tuve que matar (Den sidste vinter) (1960)
- Komtessen (1961)
- Jetpiloter (1961)
- Drømmen om det hvide slot (1962)
- Gudrun (1964)
- Don Olsen kommer til byen (1964)
- I din fars lomme (1973)